# Дёгдё
Дёгдё (также Дьогдьоо, Джогджо) — река в Таймырском Долгано-Ненецком районе Красноярского края России, левый приток реки Котуйкан (бассейн Хатанги). Длина реки — 230 км, площадь водосборного бассейна — 7380 км².
Исток реки находится на Анабарском плато, в заболоченной местности, на высоте более 510 м над уровнем моря, к западу от верховий реки Чопко. От истока течёт на запад, затем резко поворачивает на северо-запад и далее течёт преимущественно в северном и северо-западном направлении. В среднем течении русло расширяется до 70 м. Протекает по незаселённой местности, где преобладают плато с плоскими вершинами и отдельными пиками, резко расчлененные каньонами водных артерий. Лиственничная тайга подступает к берегам в долине реки. Впадает в Котуйкан слева в 54 км от его устья, ниже впадения реки Илья, на высоте 63 м над уровнем моря. В нижнем течении ширина русла составляет 49 м при глубине 0,7 м, скорость течения — 2 м/с.

## Основные притоки
Указаны поименованные притоки длиной 30 км и более.
| Название   | Расстояние от устья | Длина | Положение |
| ---------- | ------------------- | ----- | --------- |
| Маган      | 54                  | 128   | правый    |
| Балаганнах | 129                 | 47    | правый    |
| Энкто      | 153                 | 38    | левый     |

## Данные водного реестра
По данным государственного водного реестра России и геоинформационной системы водохозяйственного районирования территории РФ, подготовленной Федеральным агентством водных ресурсов:
- Бассейновый округ — Енисейский
- Речной бассейн — Хатанга
- Речной подбассейн — Котуй
- Водохозяйственный участок — Котуй
- Код объекта в государственном водном реестре — 17040200112117600017742[5].